# La jaula de oro (filme)
La jaula de oro é um filme mexicano de 2013, coescrito e dirigido por Diego Quemada-Díez.
A produção foi exibida pela primeira vez na seção Un Certain Regard do Festival de Cannes de 2013, de onde Quemada-Díez saiu com o prêmio Un Certain Talent pelo trabalho de direção e elenco. O filme também foi o vencedor da categoria de melhor filme no Festival Internacional de Cinema de Mar del Plata em 2013.[carece de fontes?]